# Championnat d'Allemagne féminin de football de deuxième division 2020-2021
Navigation
2019-2020 2021-2022
La 2. Frauen-Bundesliga 2020-2021 est la 17e édition du championnat d'Allemagne féminin de football de deuxième division. En raison de l'arrêt de la compétition lors de la saison précédente et l'annulation des relégations, le championnat se déroule cette saison avec deux groupes, à partir de la saison 2021-2022 le deuxième niveau du championnat féminin aura de nouveau une poule unique de 14 équipes.

## Changement de Format
Les six premiers (à part le club promu en Bundesliga) des poules Sud et Nord de cette saison sont automatiquement qualifiés pour la 2.Bundesliga à poule unique. Les 2 clubs classés à la 7e place, ainsi que les 5 champions et un vice champion de Regionalliga (3e division allemande) joueront dans 2 poules de quatre pour déterminer les deux autres clubs qualifiés.

### Nouveau changement de format
À la suite du retrait de Cloppenburg, il a été décidé de reléguer les trois derniers des deux poules, les deux 6e disputeront un match de barrage pour déterminer le 7e relégué. Un seul champion de 3e division est promu directement, les quatre autres champions régionaux disputent des barrages pour déterminer deux autres promus.

## Compétition
Le classement est calculé avec le barème de points suivant : une victoire vaut trois points, le match nul un et la défaite zéro.
Les critères utilisés pour départager en cas d'égalité au classement sont les suivants :
1. différence entre les buts marqués et les buts concédés sur la totalité des matchs joués dans le championnat ;
2. plus grand nombre de buts marqués sur la totalité des matchs joués dans le championnat.

### Groupe Nord

#### Classement du groupe Nord
| Rang | Équipe                   | Pts     | J       | G       | N       | P       | Bp      | Bc      | Diff    |
| ---- | ------------------------ | ------- | ------- | ------- | ------- | ------- | ------- | ------- | ------- |
| 1    | FC Carl Zeiss Iéna R     | 35      | 16      | 10      | 5       | 1       | 29      | 11      | +18     |
| 2    | FSV Gütersloh 2009       | 33      | 16      | 10      | 3       | 3       | 37      | 18      | +19     |
| 3    | RB Leipzig P             | 26      | 16      | 8       | 2       | 6       | 32      | 30      | +2      |
| 4    | Borussia Bocholt P       | 25      | 16      | 6       | 4       | 5       | 27      | 31      | -4      |
| 5    | VfL Wolfsburg rés.       | 22      | 16      | 6       | 4       | 6       | 26      | 19      | +7      |
| 6    | Borussia Mönchengladbach | 21      | 16      | 6       | 3       | 7       | 22      | 24      | -2      |
| 7    | Turbine Potsdam rés.     | 20      | 16      | 5       | 5       | 6       | 27      | 26      | +1      |
| 8    | Arminia Bielefeld        | 11      | 16      | 3       | 3       | 10      | 21      | 32      | -11     |
| 9    | SpVg Berghofen P         | 8       | 16      | 2       | 2       | 12      | 8       | 38      | -30     |
| 10   | BV Cloppenburg           | Forfait | Forfait | Forfait | Forfait | Forfait | Forfait | Forfait | Forfait |

| Légende : | Légende : |
| --------- | --- |
|           | Promu en Frauen-Bundesliga. |
|           | Participe au barrage de relégation en Regionalliga. |
|           | Relégué en Regionalliga. |
|           | R Relégué de Frauen-Bundesliga. P Promu de Regionalliga. Pts points ; G victoires ; N matchs nuls ; P défaites Bp buts marqués ; Bc buts encaissés ; Diff différence de buts |

- Le BV Cloppenburg se déclare en faillite et retire ses équipes (féminines et masculines) des championnats[3].
- Les équipes réserves ne peuvent être promues en F.Bundesliga.

#### Résultats du groupe Nord
Groupe Nord
| Résultats (▼dom., ►ext.)                                   | BOC | BMG | GÜT | BIL | IÉN | LEI | BGH | TUR | WOL |
| Borussia Bocholt                                           |     | 2-2 | 1-5 | 2-1 | 3-3 | 3-1 | 2-0 | 2-2 | 1-0 |
| Borussia Mönchengladbach                                   | 1-1 |     | 0-3 | 0-4 | 0-2 | 1-4 | 4-0 | 2-0 | 0-1 |
| FSV Gütersloh                                              | 3-1 | 0-5 |     | 5-1 | 1-1 | 4-1 | 3-0 | 1-1 | 4-1 |
| Arminia Bielefeld                                          | 1-3 | 0-1 | 0-1 |     | 0-1 | 2-4 | 4-0 | 1-3 | 0-3 |
| FC Carl Zeiss Iéna                                         | 3-1 | 3-0 | 0-0 | 2-1 |     | 3-1 | 0-1 | 1-1 | 2-2 |
| RB Leipzig                                                 | 5-1 | 2-1 | 0-2 | 3-5 | 0-2 |     | 3-1 | 1-0 | 1-1 |
| SpVg Berghofen                                             | 0-1 | 0-2 | 1-0 | 1-1 | 0-2 | 1-2 |     | 1-6 | 0-2 |
| Turbine Potsdam II                                         | 3-0 | 1-1 | 1-4 | 3-0 | 0-3 | 1-1 | 5-1 |     | 0-2 |
| VfL Wolfsburg II                                           | 1-3 | 1-2 | 4-1 | 0-0 | 0-1 | 2-3 | 1-1 | 5-0 |     |
| - Victoire à domicile - Match nul - Victoire à l'extérieur |     |     |     |     |     |     |     |     |     |

### Groupe Sud

#### Classement du groupe Sud
| Rang | Équipe                 | Pts | J  | G  | N | P  | Bp | Bc | Diff |
| ---- | ---------------------- | --- | -- | -- | - | -- | -- | -- | ---- |
| 1    | 1. FC Cologne R        | 46  | 16 | 15 | 1 | 0  | 49 | 10 | +39  |
| 2    | Bayern Munich II       | 27  | 16 | 8  | 3 | 5  | 30 | 20 | +10  |
| 3    | SG 99 Andernach        | 27  | 16 | 9  | 0 | 7  | 34 | 27 | +7   |
| 4    | FC Ingolstadt          | 26  | 16 | 7  | 5 | 4  | 30 | 24 | +6   |
| 5    | Eintracht Francfort II | 25  | 16 | 8  | 1 | 7  | 30 | 22 | +8   |
| 6    | TSG Hoffenheim II      | 23  | 16 | 6  | 5 | 5  | 36 | 22 | +14  |
| 7    | FC Sarrebruck          | 17  | 16 | 4  | 5 | 7  | 27 | 36 | -9   |
| 8    | Würzburger Kickers P   | 11  | 16 | 3  | 2 | 11 | 19 | 35 | -16  |
| 9    | FFC Niederkirchen P    | 2   | 16 | 0  | 2 | 14 | 4  | 63 | -59  |

| Légende : | Légende : |
| --------- | --- |
|           | Promu en Frauen-Bundesliga. |
|           | Participe au barrage de relégation en Regionalliga. |
|           | Relégué en Regionalliga. |
|           | R Relégué de Frauen-Bundesliga. P Promu de Regionalliga. Pts points ; G victoires ; N matchs nuls ; P défaites Bp buts marqués ; Bc buts encaissés ; Diff différence de buts |

Les équipes réserves ne peuvent être promues en F.Bundesliga.

#### Résultats du groupe Sud
Groupe Sud
| Résultats (▼dom., ►ext.)                                   | FCB | HOF | COL | SAR | FRA | AND | FCI | NIE | WÜR |
| Bayern Munich II                                           |     | 1-1 | 1-3 | 3-1 | 2-0 | 1-2 | 2-0 | 0-0 | 3-1 |
| TSG Hoffenheim II                                          | 0-2 |     | 0-1 | 1-1 | 2-2 | 1-2 | 3-3 | 9-0 | 2-1 |
| 1. FC Cologne                                              | 3-0 | 2-1 |     | 2-1 | 1-0 | 2-0 | 4-0 | 6-1 | 7-2 |
| FC Sarrebruck                                              | 2-4 | 1-3 | 3-3 |     | 2-3 | 3-2 | 2-0 | 2-0 | 2-2 |
| Eintracht Francfort II                                     | 2-1 | 1-2 | 0-3 | 3-0 |     | 6-0 | 1-2 | 2-0 | 1-2 |
| SG 99 Andernach                                            | 3-1 | 3-2 | 1-3 | 6-0 | 1-2 |     | 1-3 | 5-0 | 3-1 |
| FC Ingolstadt                                              | 2-2 | 1-1 | 0-4 | 3-3 | 2-0 | 2-1 |     | 6-0 | 3-0 |
| FFC Niederkirchen                                          | 0-5 | 0-5 | 0-4 | 1-1 | 1-5 | 0-2 | 0-3 |     | 1-3 |
| Würzburger Kickers                                         | 0-2 | 1-3 | 0-1 | 0-3 | 1-2 | 0-2 | 0-0 | 5-0 |     |
| - Victoire à domicile - Match nul - Victoire à l'extérieur |     |     |     |     |     |     |     |     |     |

## Barrages de maintien/relégation
|                     | Club                     | Score | Club              |
| Aller 20 juin 2021  | Borussia Mönchengladbach | 0 - 1 | TSG Hoffenheim II |
| Retour 27 juin 2021 | Borussia Mönchengladbach | 1 - 2 | TSG Hoffenheim II |
| Total               | Borussia Mönchengladbach | 1 - 3 | TSG Hoffenheim II |

- TSG Hoffenheim II se maintient en deuxième division, Borussia Mönchengladbach est relégué en Regionalliga.

## Barrages de montée
Le champion de Regionalliga Sud monte directement, les autres jouent pour la montée en 2e division, en match aller et retour.
|              | Club                   | Score | Club                   |
| 20 juin 2021 | FC Viktoria Berlin     | 1 - 4 | SV Henstedt-Ulzburg    |
| 20 juin 2021 | SV Germania Göttelborn | 1 - 0 | Sportfreunde Siegen    |
| 27 juin 2021 | SV Henstedt-Ulzburg    | 3 - 1 | FC Viktoria Berlin     |
| 27 juin 2021 | Sportfreunde Siegen    | 0 - 1 | SV Germania Göttelborn |
| Total        | FC Viktoria Berlin     | 2 - 7 | SV Henstedt-Ulzburg    |
| Total        | SV Germania Göttelborn | 2 - 0 | Sportfreunde Siegen    |

- SV Germania Göttelborn et SV Henstedt-Ulzburg accompagnent le 1.FC Nuremberg (champion de Regionalliga Sud) en deuxième division[4].
- Le SV Germania Göttelborn coopère depuis la saison 2018-2019 avec le SV 07 Elversberg, pour la prochaine saison le club intègre définitivement le SV 07 Elversberg et jouera en deuxième division sous ce nom[5].